# 显通寺
显通寺，又称大显通寺、大孚灵鹫寺、花园寺、大华严寺、大吉祥显通寺、大护国圣光永明寺、永明寺，位于山西省忻州市五台山风景名胜区台怀镇中心区，是五台山规模大、历史悠久的寺院，著名汉传佛教寺院，汉族地区佛教全国重点寺院之一。该寺历史悠久，为五台山“开山祖寺”、“中国第二古寺”。现为五台山的青庙领袖，五台山五大禅处之一、全山寺院之首。「清涼山大華嚴寺」即指此寺。已公布为全国重点文物保护单位。

## 历史沿革
该寺的前身大孚灵鹫寺，始建于东汉明帝永平十一年（公元68年），谓五台山的地形极似佛陀讲经的印度灵鹫山。该寺为五台山“开山祖寺”，更是“中国第二古寺”，仅晚于白马寺数年。北魏时扩建，称花园寺。唐太宗时重建，易名大华严寺。唐朝時，大華嚴寺包括現在的顯通寺、塔院寺、菩薩頂，是五台山最大的寺院。明太祖时重修，赐额“大显通寺”；明成祖赐名“大吉祥显通寺”，明神宗再赐“大护国圣光永明寺”，简称永明寺。清康熙二十六年（1687年），改名为大显通寺。

## 建筑风格

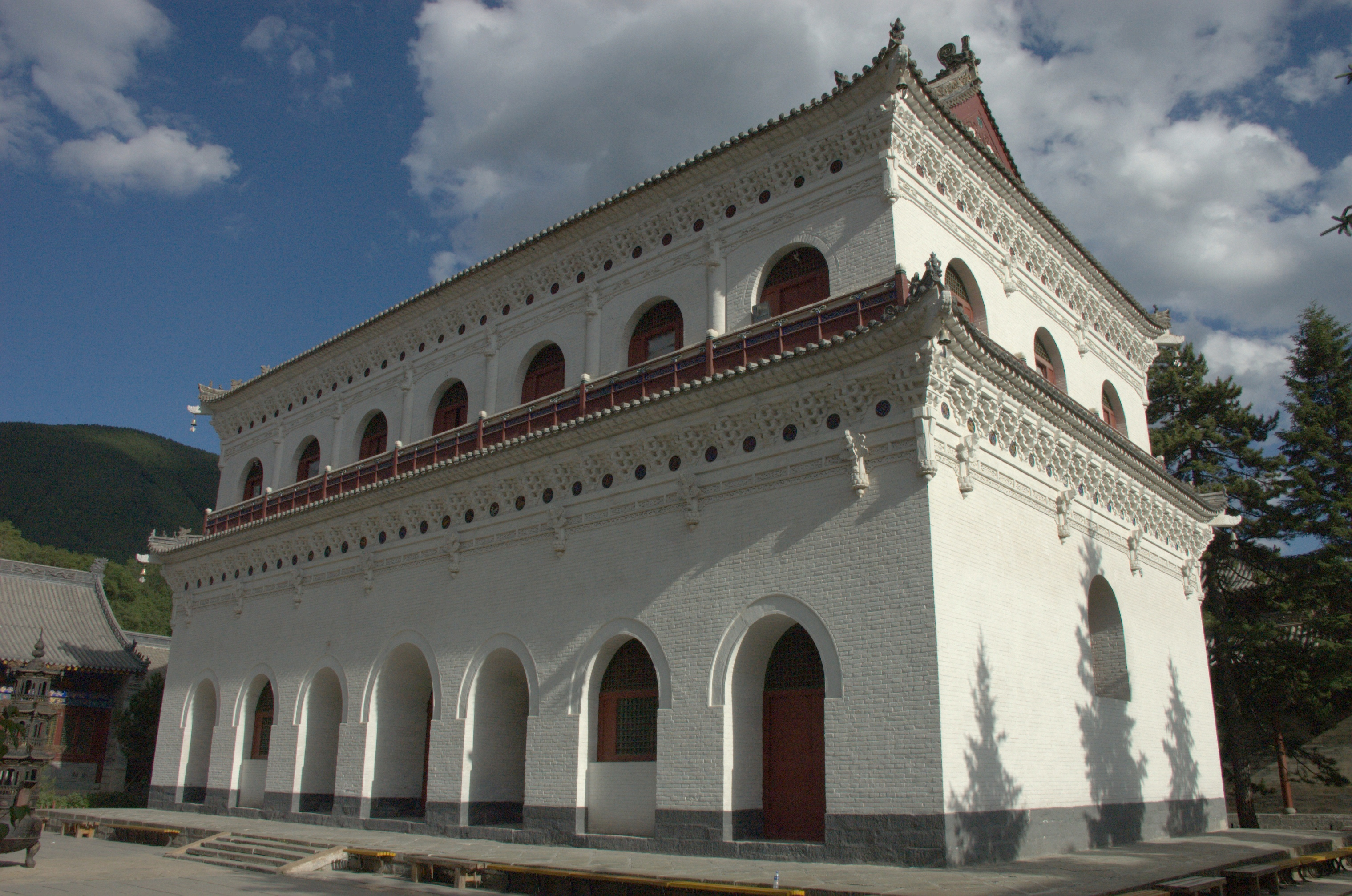
无量殿

显通寺占地8公顷(一百二十亩)，各种建筑四百多间，中轴线上有7座建筑：观音殿、文殊殿、大雄宝殿、无梁殿、千钵殿、铜殿和藏经阁。其中大雄宝殿、无量殿、铜殿和大钟楼最具特色。
显通寺钟楼建于明代，钟楼位于圆照寺、菩萨顶、罗睺寺和塔院寺寺庙群的核心位置，为台怀镇的醒目标志。它的位置位于寺外，颇为奇特，为“显通寺四大怪”之首。这是因为万历皇帝下令把显通寺的塔院分离扩建成为独立的塔院寺，因此显通寺另辟道路，修建木牌楼和钟楼，另开山门。下层是条石台基，开辟南北向拱门，上层为二层砖木楼阁，三重檐十字歇山顶，悬挂的“幽冥钟”又名，“长鸣钟”，是五台山最大的铜钟，铸造于明天启年间，高2.5米，钟口径1.6米，重达9999.5斤，钟面刻有万余字楷书佛经。
大雄宝殿重建于清光绪二十五年（1899年），为显通寺举行佛事活动的主要场所，体量巨大，宽阔幽深，为五台殿宇之最，面阔九间，进深五间，重檐庑殿顶，檐下四周设回廊，正面出五开间的重檐卷棚顶抱厦。殿内供奉释迦牟尼、阿弥陀佛、药师佛塑像，两侧为三大士、十八罗汉。
无量殿又称无梁殿，建于明崇祯九年（1636年），为砖砌仿木结构，重檐歇山顶，上下二层，面阔七间28.2米，进深四间16米，高20.3米，内部为三间穹窿顶砖窑，结构类似太原永祚寺和永济万固寺的无梁殿。穹顶藻井悬空，无梁无柱，宏伟壮观，雕饰精美，供奉铜铸毗卢佛。 
铜殿铸于明万历三十八年（1610年），为明神宗感谢母恩而建，是一座方形建筑物，用青铜铸件组装而成，重檐歇山顶，高8.3米，宽4.7米，深4.5米，使用了10万斤铜铸造。殿内四壁有万尊小佛，中央供奉3尺高的铜佛，为罕见铜制文物。它是中国仅有的三铜殿之一，另外两座，一在浙江普陀山，一在四川峨眉山。

## 寺藏珍宝
该寺内珍藏着从汉至清的各类文物宝藏。山门外两侧，各有一座唐朝石碑，分别以摹仿龙形和虎形刻有“龙”、“虎”二字。大文殊殿前有两座碑亭，一座为无字碑，另一座为康熙所书的有字碑。藏经楼中存有北魏时期铜铸旃檀佛像，以及北宋开宝年间的雷峰塔藏经，亦有明朝手绘的菩提树叶上十八罗汉像，杨家将兵器、千钵文殊铜像、华严经字塔（为六十华严）等。

## 保护
1982年2月23日，显通寺由国务院公布为第二批全国重点文物保护单位，编号2-26。2006年5月25日公布第六批全国重点文物保护单位时，并入五台山古建筑群。